# Tlaltetela
Tlaltetela es una localidad del estado mexicano de Veracruz. Es cabecera del municipio de Tlaltetela.

## Demografía
| Censo | Población |
| ----- | --------- |
| 1930  | 1 000     |
| 1940  | 1 059     |
| 1950  | 1 059     |
| 1960  | 1 454     |
| 1970  | 1 581     |
| 1980  | 2 147     |
| 1990  | 3 602     |
| 1995  | 3 803     |
| 2000  | 4 067     |
| 2005  | 4 131     |
| 2010  | 4 528     |
| 2020  | 5 686     |